# Sonotrella maculithorax
Sonotrella maculithorax är en insektsart som först beskrevs av Lucien Chopard 1930.  Sonotrella maculithorax ingår i släktet Sonotrella och familjen syrsor. Inga underarter finns listade i Catalogue of Life.